# Anomala kaltengensis
Anomala kaltengensis är en skalbaggsart som beskrevs av Carsten Zorn 2007. Anomala kaltengensis ingår i släktet Anomala och familjen Rutelidae. Inga underarter finns listade i Catalogue of Life.